# Synagoge (Jindřichův Hradec)
Koordinaten: 49° 8′ 42,6″ N, 15° 0′ 7,9″ O

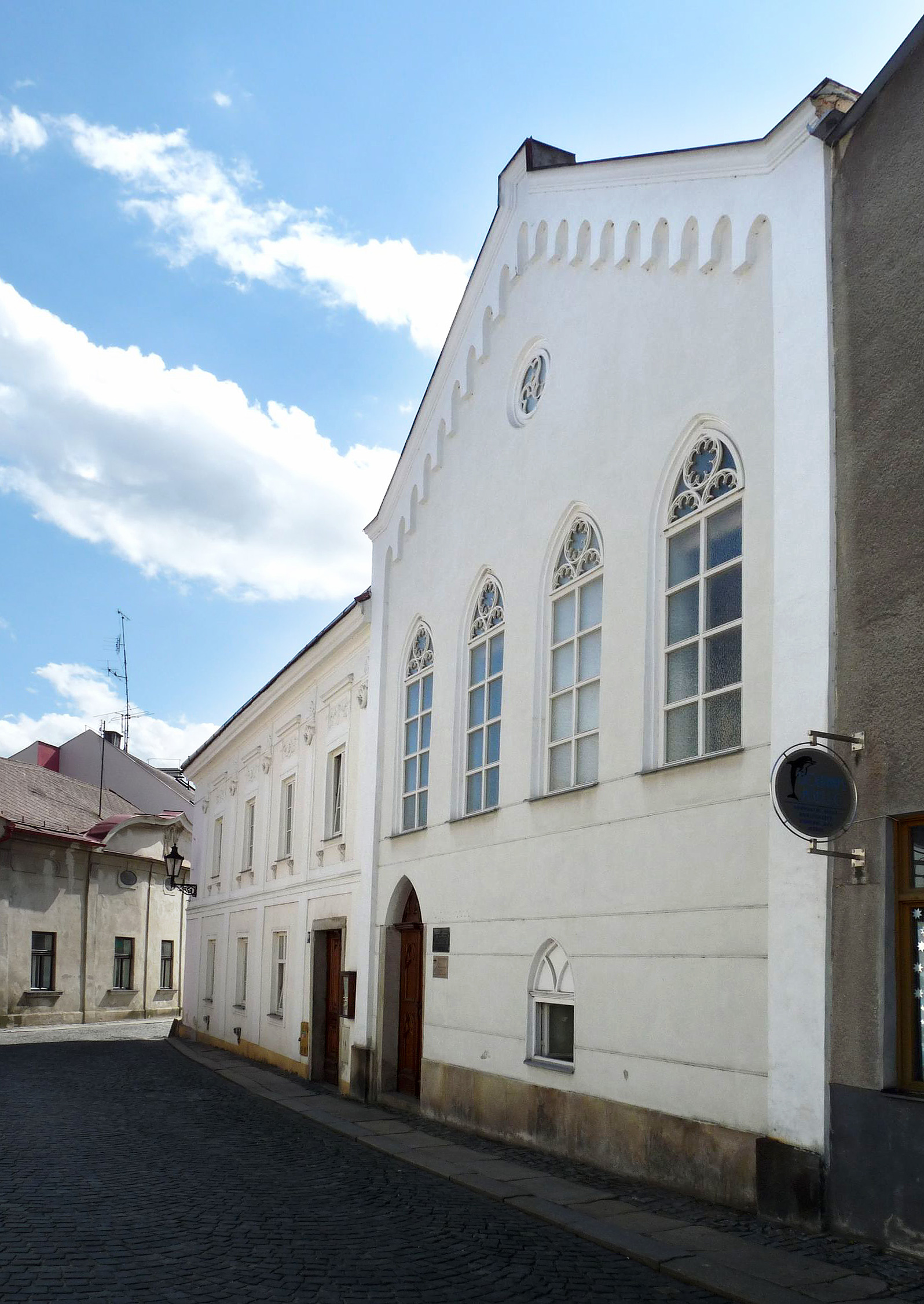
Synagoge in Jindřichův Hradec

Die Synagoge in Jindřichův Hradec (deutsch Neuhaus),  einer Stadt im Jihočeský kraj (Südböhmische Region) in Tschechien, wurde um 1801 errichtet.

## Geschichte
In Jindřichův Hradec sind Juden seit dem 13. Jahrhundert nachgewiesen. Ihre Blüte erlebte die jüdische Gemeinde im 19. Jahrhundert, als sie eine Mitgliederzahl von über 300 Personen erreichte. 
Im Jahr 1801 zerstörte ein großer Brand auch die Synagoge, bald danach wurde das neue Gotteshaus errichtet und 1867 erweitert. Neben der neuen Synagoge stand das jüdische Schulhaus. 
Nach der Ermordung der jüdischen Bevölkerung durch die Deutschen während des Zweiten Weltkriegs stand die Synagoge leer. Seit 1952 dient sie der Tschechoslowakischen Hussitischen Kirche.